# Acadia Realty Trust
Acadia Realty Trust, (NYSE: AKR), är en amerikansk trust tillika fastighetsbolag som specialiserar sig på att äga, förvärva, utveckla och facility management för kommersiella fastigheter. Acadia har 67 fastigheter i 16 delstater och ett distrikt; Connecticut (2), Delaware (3), District of Columbia (2), Florida (2), Kalifornien (1), Illinois (9), Indiana (1), Maryland (2), Massachusetts (4), Michigan (1), New Jersey (4), New York (27), Ohio (1), Pennsylvania (5), Rhode Island (1), Vermont (1) och Washington (1).